# Leptină
Leptina (din limba greacă λεπτός (leptos) - subțire) este un hormon peptidic, cu o greutate de 16 kDa, care joacă un rol important în reglarea aportulului și cheltuielilor energetice, inclusiv apetitul și metabolismul. Leptina reglează rezervele de țesut adipos din organism. Leptina este sintetizată în principal de către adipocite. Gena leptinei se află pe cromozomul 7 la om. 
Leptina acționează asupra receptorilor specifici din hipotalamus, inhibând apetitul prin: 
- contracararea efectelor neuropeptidului Y (un stimulent puternic al ingestiei de alimente),
- contracararea efectelor anandamidelor (un alt stimulent puternic al apetitului, care se leagă de receptorii pentru THC),
- stimularea sintezei de α-MSH, care inhibă apetitul.

Inhibarea poftei de mâncare produsă de leptină este pe termen lung, comparativ cu inhibarea rapidă a apetitului de colecistokinină (CCK) și suprimarea lentă a foamei dintre mese mediată de PYY3-36. Absența leptinei (sau a receptorului specific), duce la ingestie necontrolată de alimente și, în final, la obezitate.